# 김년균
김연균(金年均, 1942년 ~ )은 대한민국의 시인 겸 수필가이다. 전라북도 김제에서 태어났으며, 서라벌예술대학교 문예창작과에서 수학.

## 약력
1972년 《풀과 별》에 시〈출항(出航)〉이 추천 완료되고, 동년 <<현대문학>>에 수필 <한(限)>이 발표되어 등단
'제24대 한국문인협회 이사장' 역임.

## 저서

### 시집
- 《숙명》(문학사계, 2009) ISBN 10-8993768145
- 《그리운 사람》(계간문예, 2007)
- 《하루》(다윗마을, 2001) ISBN 10-8995165324
- 《나는 예수가 좋다》(다윗마을, 2001) ISBN 10-8995165316
- 《오래된 습관》(다윗마을, 2003) ISBN 10-8995165332
- 《사람의 마을》(혜진서관, 1997) ISBN 10-897505022X
- 《아이에서 어른까지》(혜진서관, 1997)
- 《풀잎은 자라나라》(지학사, 1986)
- 《사람》(대영사, 1983)
- 《바다와 아이들》(우석, 1979)
- 《갈매기》(한일출판사, 1977)
- 《장마》(한국문학사, 1974)

### 수필집
- 《사람에 관한 명상》(세훈, 1996) ISBN 13-2003719000031
- 《날으는 것이 나는 두렵다》(친우, 1990) ISBN 13-2006581000123

### 편저
- 《날마다 싸우는 바람과 해》(친우, 1992) ISBN 13-2006581000116

#### 책 소개
- 《숙명》
『숙명』은 김년균의 '사람' 연작시집이다. 저자는 이 연작시를 30년간 400여편 이상 써 왔으며 이번 시집에는 가슴, 거머리, 무늬, 병동을 비롯한 다수의 작품들이 수록되어 있다.